# Doneil Henry
Doneil Jor-Dee Ashley Henry (Brampton, 20 april 1993) is een Canadees-Jamaicaans voormalig voetballer die doorgaans speelde als centrale verdediger. Tussen 2010 en 2023 was hij actief voor Toronto, Apollon Limasol, Toronto, West Ham United, Blackburn Rovers, AC Horsens, Vancouver Whitecaps, Ottawa Fury, Suwon Bluewings, Los Angeles, opnieuw Toronto
 Minnesota United en HFX Wanderers. Henry maakte in 2012 zijn debuut in het Canadees voetbalelftal en kwam uiteindelijk tot vierenveertig interlandoptredens.

## Clubcarrière
Henry speelde in de jeugdopleidingen van Brampton Bullets en North Mississauga, voordat hij zich in 2009 aansloot bij de jeugd van Toronto. Daar speelde hij als aanvaller in het belofteteam. Henry speelde mee tijdens wedstrijden in het Canadian Championship en de CONCACAF Champions League met het eerste elftal. Hij debuteerde op 23 oktober 2010 in de Major League Soccer, toen hij tegen D.C. United (2–3 overwinning) mocht invallen in de blessuretijd. Met dat optreden werd de Canadees de eerste speler uit de eigen jeugd die doorbrak in de hoofdmacht van Toronto.
In 2015 verkaste hij naar West Ham United, waar hij zijn handtekening zette onder een verbintenis voor de duur van drie seizoenen. Zonder een optreden voor West Ham op zak te hebben, werd Henry in 2015 verhuurd aan Blackburn Rovers. In de zomer van 2016 werd de Canadees voor een half jaar op huurbasis bij AC Horsens gestald. In januari 2018 liet Henry West Ham definitief achter zich, toen hij verkaste naar Vancouver Whitecaps. Bij de Canadese club ondertekende hij een verbintenis voor de duur van één jaar. Na een paar maanden werd Henry verhuurd aan Ottawa Fury.
In januari 2020 trok de Canadees transfervrij naar Suwon Bluewings. Twee jaar later keerde hij terug in de Major League Soccer, waar hij voor een jaar tekende bij Los Angeles, met een optie op twee seizoenen extra. Binnen een half jaar besloot de club weer afscheid te nemen van Henry. Hierop keerde hij terug bij Toronto, dat hem vastlegde tot het einde van het kalenderjaar. Na afloop van dit contract nam Minnesota United Henry over. Deze club annuleerde in juni 2023 zijn contract, zonder dat hij was uitgekomen in het eerste elftal. Hierop tekende Henry tot het einde van het kalenderjaar bij HFX Wanderers. Aan het einde van het jaar verliet hij die club en in februari 2025 besloot Henry op eenendertigjarige leeftijd een punt achter zijn actieve loopbaan te zetten.

## Interlandcarrière
Henry maakte op 15 augustus 2012 zijn debuut in het Canadees voetbalelftal. Op die dag werd er met 2–0 gewonnen van Trinidad en Tobago. Henry werd in de rust gewisseld.

## Erelijst
| Canadian Championship | 3 | 2010, 2011, 2012 |